# Ulla Oscarsson
Ulla Oscarsson, född 1943 i Eksjö, är en svensk museitjänsteman. Efter studier i etnologi och historia i Uppsala arbetade hon vid Sigtuna museer och Upplandsmuseet. År 1976 började Oscarsson arbeta vid Jämtlands läns museum Jamtli. Som 1:e antikvarie ansvarade hon under många år för museets utställningar och utåtriktade verksamhet. 2009 mottog hon Hazeliusmedaljen i brons för sina insatser inom svenskt museiväsen. Oscarsson har ett särskilt intresse för det textila kulturarvet och har skrivit flera böcker, bland annat Storsjöodjuret (1986), De gåtfulla Överhogdalsbonaderna (2010) och Kvinnomöda och skaparglädje – nedslag i Jämtlands och Härjedalens textilhistoria (2012).